# Porno Holocaust
Porno Holocaust es una película italiana de terror y pornográfica estrenada en 1981. Fue dirigida por Joe D'Amato y Bruno Mattei (este último sin acreditar). La película estuvo protagonizada por George Eastman, Dirce Funari, Lucía Ramírez, Marcos Shanon y Annj Goren. La banda sonora estuvo a cargo de Nico Fidenco y fue publicada por la editorial de música, CAM.

## Argumento
Un grupo de científicos son llevados a una isla con el fin de poder investigar diferentes hechos que supuestamente ocurrieron, como avistamientos de animales mutados y la presencia de un monstruo. En la isla, los investigadores comienzan su trabajo, pero sin darse cuenta de que eran observados constantemente.
Después de tener relaciones sexuales con su esposa, el profesor Keller va a nadar y se ahoga por el monstruo que allí se encontraba. Luego de que el monstruo viola a la esposa de Keller, la mata.
En el campamento principal de los científicos, los miembros Pierre y Jacques se dirigen a recoger frutas, pero ambos son perseguidos por un monstruo. Ambos intentan poder defenderse pero les resulta inútil. Al oír que los dos hombres están siendo atacados, el resto de la expedición va a investigar lo que sucede. El monstruo captura a Annie, una de las jóvenes y la lleva hacia una cueva. Annie encuentra un diario que revela la historia de Antoine Domoduro, uno de los habitantes de la isla que quedó atrapado en ella con su familia durante las pruebas de bombas atómicas, razón por la cual murieron. 
Al día siguiente, los demás descubren los cuerpos de sus compañeros, y notan que el barco ya no estaba. El capitán Hardy se dirige a buscar a Annie, y se encuentra con Benoit, un reportero que había seguido a los investigadores hacia la isla. Benoit le dice a Hardy que fue atacado por un "hombre mono" que tiene a Annie como prisionera en una cueva cercana. De vuelta en el campamento, aparece Antoine Domoduro quien estrangula el profesor Lemuan, y mata a la condesa de San Jacques, pero no antes de violarla.
Hardy encuentra a Annie en la cueva y ambos deciden huir. Cuando tratan de escapar, se enfrentan con Antoine a quien Hardy dispara en el pecho con un fusil. Antoine muere, y Hardy y Annie escapan de la isla con el barco de Benoit, y ambos celebran su victoria teniendo relaciones sexuales.

## Reparto
- George Eastman como el profesor Lemuan.
- Dirce Funari como la doctora Simone Keller.
- Annj Goren como la condesa de Jacques.
- Mark Shanon como el capitán Hardy.
- Joe D'Amato como Benoit.
- Lucia Ramirez como la doctora Annie Darmon.